# يلدز القابضة
شركة يلدز القابضة هي تكتل تجاري تركي مشهور بتصنيع المنتجات الغذائية. تنتج الشركة أيضًا سلعًا استهلاكية أخرى ولديها عمليات البيع بالتجزئة والأسهم الخاصة والعقارات. الشركة من بين أكبر مصنعي المواد الغذائية في وسط وشرق أوروبا والشرق الأوسط وإفريقيا، حققت إيرادات بلغت 42.3 مليار ليرة تركية في عام 2017 في جميع الشركات. توظف الشركة 56,000 شخص ولديها 80 مصنعًا (25 منها خارج تركيا).
تمتلك يلدز القابضة أكثر من 320 علامة تجارية متوفرة في أكثر من 130 دولة. من خلال التركيز الأساسي لشركة يلدز القابضة على البسكويت والكعك والحلويات، أصبحت الشركة رقم 2 في العالم في فئة البسكويت الحلو والمرتبة السابعة في فئة الشوكولاتة من حيث الإيرادات.

## ماركات الشركة
- مكافيتز
- بي أن
- جاكوبز
- جو أهيد
- كاريز
- دلكار بسكويت
- فيركاد
- ديلميت كاندي
- كراوفوردز
- هانزبرو

## روابط خارجية
- الموقع الرسمي